# Monochamus taiheizanensis
Monochamus taiheizanensis är en skalbaggsart som beskrevs av Mitono 1943. Monochamus taiheizanensis ingår i släktet Monochamus och familjen långhorningar.
Artens utbredningsområde är Taiwan. Inga underarter finns listade i Catalogue of Life.